# شاربانوواتس (سوکوبانگا)
شاربانوواتس (به صربی: Šarbanovac) یک منطقهٔ مسکونی در صربستان است که در سوکوبانگا واقع شده‌است. شاربانوواتس ۵۱۴ نفر جمعیت دارد.